# リュツォー＝ホルム湾
リュツォー＝ホルム湾（リュツォー＝ホルムわん、ノルウェー語: Lützow-Holmbukta、英語: Lützow-holm bay）は、南極大陸の東経37.5°付近を中心に南緯70°まで南入する三角形の湾。日本の国立極地研究所南極地名委員会では、「リュツォ・ホルム湾」を標準カナ文字表記として採用している。
昭和基地（オングル島）はこの湾の東岸（宗谷海岸）にあり、西岸はプリンス・ハラルド海岸（Prins Harald Coast）を経てリーセン・ラルセン半島（Riiser-Larsen Peninsula）が北へ延びる。湾の奥に白瀬氷河が注ぐ。湾内には多年性海氷があり、昭和基地への航行は困難が多い。1931年2月21日ノルウェー隊の水上機がこの湾を望見し、前年度隊の飛行士フィン・リュツォ・ホルム（Finn Lützow-Holm）の名にちなんでつけた。